# Analyse, recherche et information sur les accidents
Pour les articles homonymes, voir Aria (homonymie).
ARIA (Analyse, Recherche et Information sur les Accidents) est, en France, une base de données tenue à jour par les équipes du BARPI (Bureau d'analyse des risques et pollutions industrielles), au sein de la direction générale de la Prévention des risques du ministère de la Transition écologique. Existant depuis 1992, elle permet l'enregistrement des informations et du retour d'expérience en matière d'accidents technologiques.

## Contenu
La base de données contient plus de 49 000 accidents industriels (dont 12 % d'accidents étrangers) et s'enrichit annuellement d'environ 1 000 accidents.[réf. souhaitée]
Ces accidents font l'objet d'une analyse approfondie afin de déterminer les perturbations (causes premières) et les causes profondes (majoritairement organisationnelles) à la source de l'accident.
L'article R.512-69 du Code de l'environnement impose aux exploitants d'installations classées de déclarer dans les meilleurs délais les accidents ou incidents, et de transmettre à l'inspection des installations classées un rapport d'accident.

## Audience
Le site internet a plus de 2 600 abonnés (au 1er juillet 2018) et connait une fréquentation d'environ 10 000 pages vues par semaine.[réf. souhaitée]